# Богданов, Виктор Васильевич
Виктор Васильевич Богданов (1925, Абинская, Северо-Кавказский край — 18 ноября 1942, Абинский район, Краснодарский край) — пионер-герой, партизан Великой Отечественной войны, погиб в бою в ноябре 1942 года.

## Биография
Родился в 1925 году в станице Абинская (ныне город Абинск) Северо-Кавказского края в казачьей семье. Воспитывался в большой семье: отец — Василий Андреевич и мать — Полина Ильинична, растили ещё дочь Нонну и младшего брата Вити.
В пятнадцатилетнем возраст, во время Великой Отечественной войны, Витя Богданов записался в истребительный батальон. В августе 1942 года вместе с солдатами батальона принял решение добровольно уйти в партизанский отряд «Тихий». У партизан он стал разведчиком, был включён в группу разведки под командованием Петра Хомизиди. В этом же отряде, только в составе медицинской службе, находилась и мама юноши.
Вместе с ещё одним юношей Колей Лебедевым, Виктор собирал информацию о расположении противника, брал «языка», снимал гитлеровскую охрану.
3 сентября 1942 года, на обратном пути, двигаясь в сторону расположения отряда, у хутора Эриванский группа партизан заметила врага и устроила на шоссе засаду. По дороге двигался немецкий автомобиль. На виду у фашистов Витя и Коля Лебедев побежали к поляне, к минному полю. Немцы пустились вдогонку, свернули с дороги и в 75-ти метрах от неё подорвались на мине. Начался бой. Пятеро гитлеровцев было убито, захвачено оружие и ценные документы, пленён офицер, а с ним и ещё два немецких солдата. За проявленную смелость всем участникам объявили благодарность и представили к награде.
В одну из операций Витя был в разведке с группой партизан. Богданов лично уничтожил трёх из семнадцати фашистов и обнаружил новую дорогу, по которой перебрасывались силы противника.
18 ноября 1942 года в три часа ночи в разведку пошла группа из пяти партизан. С ними было шесть проводников. Возле хутора Комсомольского, отряд попал на минное поле. Витя Богданов подорвался на мине. Немцы стали обстреливать разведчиков из пулеметов и миномётов, бойцы отступили к оврагу. Семнадцатилетний Богданов был тяжело ранен, его несли на плащ-палатке несколько километров. Мальчик умер от ран на месте стоянки отряда, на руках у матери.

## Награды
- Орден Красной Звезды (посмертно),
- Медаль «За оборону Кавказа»,
- Медаль «Партизану Отечественной войны» II степени.

## Память
- В городе Абинске на здании школы № 1 была установлена мемориальная доска в память о Вите Богданове.
- В апреле 2019 года 3-му А классу школы № 7 города Армавира было присвоено имя Вити Богданова, а в пришкольном парке посажена берёзка в память об отважном школьнике.